# Сарок
Саро́к — небольшой остров в Яванском море, к востоку от острова Мадура. В административном плане входит в состав муниципалитета Раас, округ Суменеп, провинция Восточная Ява, Индонезия. Один из семи островов в муниципалитете. Расположен севернее острова Раас — главного в муниципалитете.
Остров покрыт растительностью, берега песчаные. Постоянного населения нет.